# Kongeriget Westfalen
Kongeriget Westfalen (tysk: Königreich Westphalen, fransk: Royaume de Westphalie) var et kongedømme i det nordvestlige Tyskland, som eksisterede indenfor Rhinforbundet fra 1807 til 1813. 

## Fransk vasal
Selv om staten formelt var uafhængig, var landet en vasalstat under Det første franske kejserdømme. Kongeriget blev regeret af Jérôme Bonaparte, der var bror til Napoleon 1. af Frankrig.

## Beliggenhed
Staten var opkaldt efter Westfalen, men det var kun et lille hjørne af landet, der lå i Westfalen. Det meste af landet lå længere mod øst. Geografisk omfattede kongeriget den sydlige del af regionen Ostfalen samt de tilstødende områder.
Kassel i Kurhessen var hovedstad. Statens grænser blev flyttede flere gange, men i det meste af tiden lå størstedelen af staten i nutidens Niedersachsen, mens mindre dele lå i Sachsen-Anhalt, Thüringen, Hessen og Nordrhein-Westfalen.

## Opløsning
Staten blev opløst efter Frankrigs nederlag i Folkeslaget ved Leipzig den 19. oktober 1813.
51°19′N 9°30′Ø / 51.31°N 9.5°Ø